# Cerapachys coecus
Cerapachys coecus é uma espécie de formiga do gênero Cerapachys.